# Cyclirius webbianus
Cyclirius webbianus là một loài bướm thuộc họ Lycaenidae. Nó là loài đặc hữu của quần đảo Canaria.
Chiều dài cánh trước là 14–15 mm. The species gặp ở tháng 3 đến tháng 8 on heights of up to 3000 metres.
Ấu trùng ăn Fabaceae, Lotus, Cytisus, Spartocytisus và Ononis species.